# Johann Tetzel
Johann Tetzel (1465 - 11 agost 1519) fou un predicador dominic alemany conegut per la venda d'indulgències.
Tetzel va néixer a Pirna, Saxònia, i estudià teologia i filosofia a Leipzig. Va entrar en l'Orde dels Dominics en 1489 i va aconseguir un cert èxit com a predicador. El 1504 va començar la seva tasca de vendre indulgències per als primers cavallers teutònics, el que va fer tota la seva vida. En 1509 el van fer inquisidor de Polònia, i el 1517 el Papa Lleó X el va fer comissionat d'indulgències per a tota Alemanya.
Va adquirir el grau de llicenciat en sagrada teologia a la Universitat de Frankfurt de l'Oder de 1517, i el de Doctor en Sagrada Teologia el 1518, per la defensa, en dues disputes, de la doctrina de les indulgències contra Luter. L'acusació que ell venia el perdó complet dels pecats encara no comesos, va causar gran escàndol, Martí Luter considerava malèvoles les seves accions, i va començar a predicar obertament en contra.
En 1517, es creia que tots els diners que Tetzel estava tractant d'al·legar eren per a la reconstrucció en curs de la Basílica de Sant Pere del Vaticà, encara que la meitat dels diners es va destinar a ajudar l'arquebisbe de Magúncia, Albert de Magúncia, sota l'autoritat del qual Tetzel estava operant, per pagar els deutes que havia contret per assegurar l'acord del Papa en la seva adquisició de l'Arquebisbat. Luter es va inspirar per escriure les seves 95 Tesis, en part, en les accions de Tetzel durant aquest període, en què assenyala,

27. Prediquen doctrines exclusivament humanes úniques que diuen que tan aviat com els diners dringuen al cofre, una ànima vola fora de purgatori. 28. És cert que quan els diners dringuen al cofre, la cobdícia i l'avarícia poden anar en augment, però quan els intercedeix l'Església, és resultat és només a les mans de Déu.

Tetzel va ser condemnat també (encara que més tard indultat) per immoralitat. Es va fer necessari repudiar Tetzel i, quan va descobrir que Karl von Miltitz l'havia acusat de perpetrar nombrosos fraus i malversacions, es va retirar, amb l'ànim abatut i la salut malmesa, al monestir dominic de Leipzig. Miltitz posteriorment va ser desacreditat fins al punt que les seves afirmacions no tenen cap pes històric.
Tetzel va morir a Leipzig el 1519. En el moment de la seva mort, Tetzel havia caigut en el descrèdit i va ser rebutjat per la gent. En el seu llit de mort, Tetzel rebé una correspondència magnànimament escrita de Martí Luter on declarava que el nen (és a dir, l'escàndol) tenia un pare diferent

## Posició doctrinal
Tetzel exagerà la doctrina catòlica pel que fa a les indulgències pels difunts. Es va fer conegut per una dita que se li atribueix: "Així que una moneda cau a la caixa, / l'ànima del Purgatori s'alegra".